# The Noise
The Noise fue un club nocturno  fundado por Felix Rodriguez (DJ Negro), el que se invitaba a las personas a hacer freestyle con pistas de hip-hop y reggae interpretadas por DJ. El club se convirtió en un colectivo y debido al auge de su música y asistentes, su fundador DJ Negro comenzó a publicar una serie influyente de CD de Noise, algunos grabados en vivo en el club, convirtiéndose en un grupo musical de San Juan, Puerto Rico. Incluyó a muchos artistas puertorriqueños, algunos de los cuales más tarde encontrarían el éxito en solitario, incluidos Baby Rasta & Gringo, Baby Ranks, DJ David, Dj Negro, DJ Nelson, Don Chezina, Ivy Queen, Las Guanábanas, Point Breakers, Trebol Clan, Tony Touch, entre otros.

## Inicios
En 1985, el club abrió en Puerto Rico. Originalmente, el club era un "lugar donde los DJ y los asistentes al club podían disfrutar del rap, el reggae dancehall y los estilos tropicales populares en ese momento, en particular el merengue / merenhouse". Alrededor de 1994, los productores del colectivo comenzaron a producir ritmos para que los artistas actuaran en vivo en el club.

## Carrera musical

### 1994-1996: Establecimiento
La cantante puertorriqueña Ivy Queen se unió al entonces grupo masculino en 1995. Queen hizo su primera aparición en la sexta entrega de la serie de The Noise con un tema llamado «Somos raperos pero no delincuentes». Queen se cansó cada vez más de las letras sexuales violentas y explícitas, y más tarde lanzó su álbum de estudio debut En Mi Imperio en 1996.

### 1997-2000: Aumento en popularidad
En 1997 se lanzó el álbum noise 7, siendo uno de los más escuchados y más destacados junto con playero 40, 1997, se lanzó The Best Greatest Hits. Alcanzó el número dieciocho en la lista Billboard Latin Albums. También alcanzó el puesto número cinco en la lista Billboard Latin Pop Albums. Más tarde ese mismo año, fue lanzado The Noise, Vol. 8: The Real Noise. Alcanzó el número doce y el número seis en las listas Billboard Latin Albums y Billboard Latin Pop Albums, respectivamente.

### 2018: Reencuentro
En mayo de 2018, el grupo ofreció un concierto de reunión en el Red Bull Music Festival de Nueva York. Las ganancias del evento fueron donadas a la campaña “Rock Steady for Life”, que beneficia a las víctimas del huracán María en Puerto Rico. DJ Negro también reunió a gran parte del grupo para realizar una gira de conciertos por Latinoamérica.

## Miembros
- Baby Rasta & Gringo
- Baby Ranks
- DJ David
- Dj Negro
- DJ Nelson
- Don Chezina
- Ivy Queen
- Las Guanábanas
- Point Breakers
- Trebol Clan
- Tony Touch
- Polaco
- Bebe
- Falo
- Triviman
- Rubio y Joel
- Charmin
- Black page
- Mr biggi y baby rams
- Master Joe
- Og black
- La Nana
- Nieto y face
- Héctor y Tito
- Vico C
- Javi el kid
- Kalil
- Camaleón
- Mr notty boy
- Wiso G
- Kid melaza
- Memo y Vale
- Rubén San

## Discografía

### Álbumes de estudio
- The Noise 1: Underground (1994)
- The Noise 2 (1994)
- The Noise 3 (1994)
- The Noise 4 (1995)
- The Noise 5: Back To The Top (1995)
- The Noise 6: The Creation (1996)
- The Noise 7: Bring The Noise (1997)
- The Noise 8: The Real Noise (1997)
- The Noise 9: Antes Del Final (1999)
- The Noise 10: The Last Noise (2004)

### Álbumes en vivo
- The Noise Live (1996)
- The Noise Live 2: Anniversary Centro De Convenciones (1998)

### Álbumes de recopilación
- The Best: Greatest Hits (1997)
- The Noise: The Beginning (2001)
- The Noise: La Biografía (2003)